# 소토도리촌
소토도리촌(外通村)은 니가타현 미나미칸바라군에 설치되었던 촌이다.